# Home Town (Hysteric Blueの曲)
「Home Town」（ホーム・タウン）は、日本のロックバンド、Hysteric Blueの楽曲で、13枚目のシングル。

## 概要
- 前作から9ヶ月ぶりのシングル。

- カップリングは3曲収録されていて、うち1曲はアニメのタイアップとなっている。

- ジャケット写真はTamaだけが登場しているが、Tamaの持っているサングラスにたくやとナオキが写っている。

- 2004年3月、ナオキが強制わいせつ事件で逮捕された事を受け出荷停止され、店頭では在庫回収された。2020年現在廃盤である。

## 収録曲
- 全曲、編曲：佐久間正英&Hysteric Blue

1. Home Town
作詞：Tama 作曲：佐久間正英
  - フジテレビ系『ウチくる!?』エンディングテーマ
2. カクテル
作詞・作曲：たくや
  - テレビ東京系アニメ『スパイラル -推理の絆-』エンディングテーマ
3. メーデー
作詞・作曲：たくや
4. 本心
作詞：Tama 作曲：佐久間正英

## 収録アルバム
- Historic Blue (#1)
- JUNCTION（#2）